# Kollmar
Kollmar település Németországban, Schleswig-Holstein tartományban. Lakosainak száma 1692 fő (2023. december 31.). Kollmar Glückstadt és Herzhorn községekkel határos.

## Népesség
A település népességének változása:
| Lakosok száma | 1791 | 1705 | 1674 | 1650 | 1631 | 1692 |
|               | 1975 | 2017 | 2019 | 2021 | 2022 | 2023 |